# آن غاردنر
آن غاردنر (بالإنجليزية: Ann Gardner)‏ هي فنانة أمريكية، ولدت في 1947 في يوجين في الولايات المتحدة.